# Dwór królewski w Knyszynie

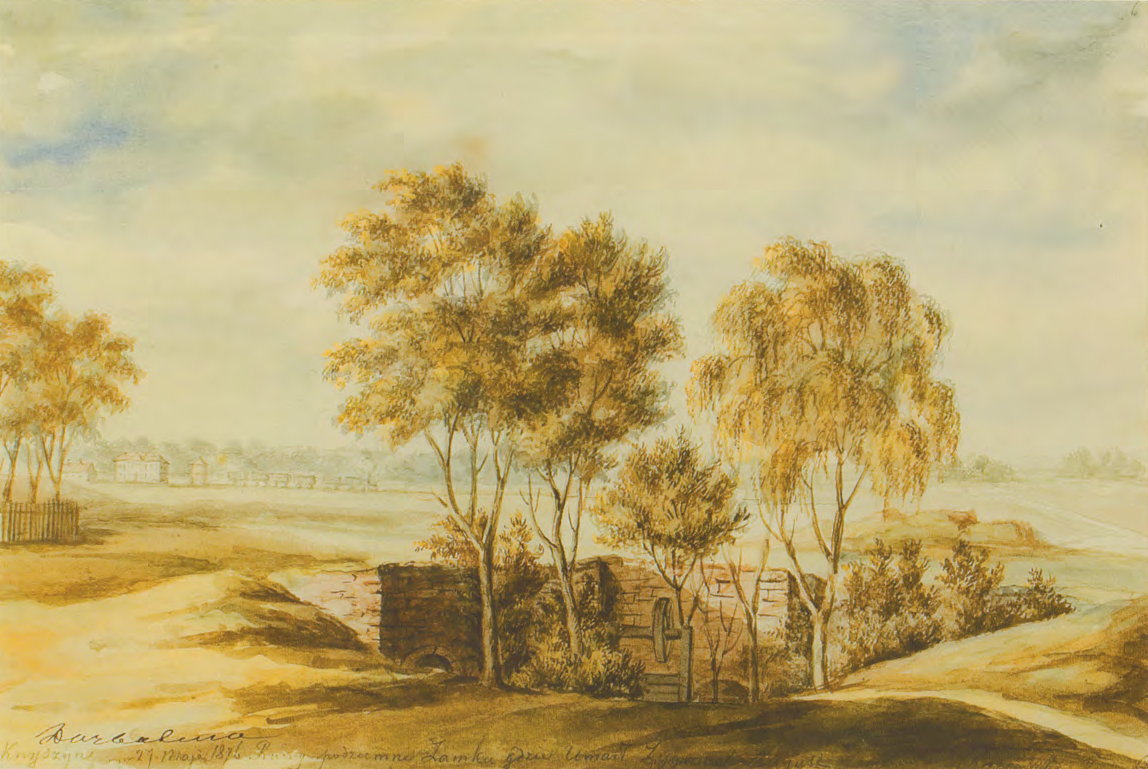
Ruiny dworu królewskiego w Knyszynie w XIX wieku, obraz Napoleona Ordy - 27.05.1876 r.

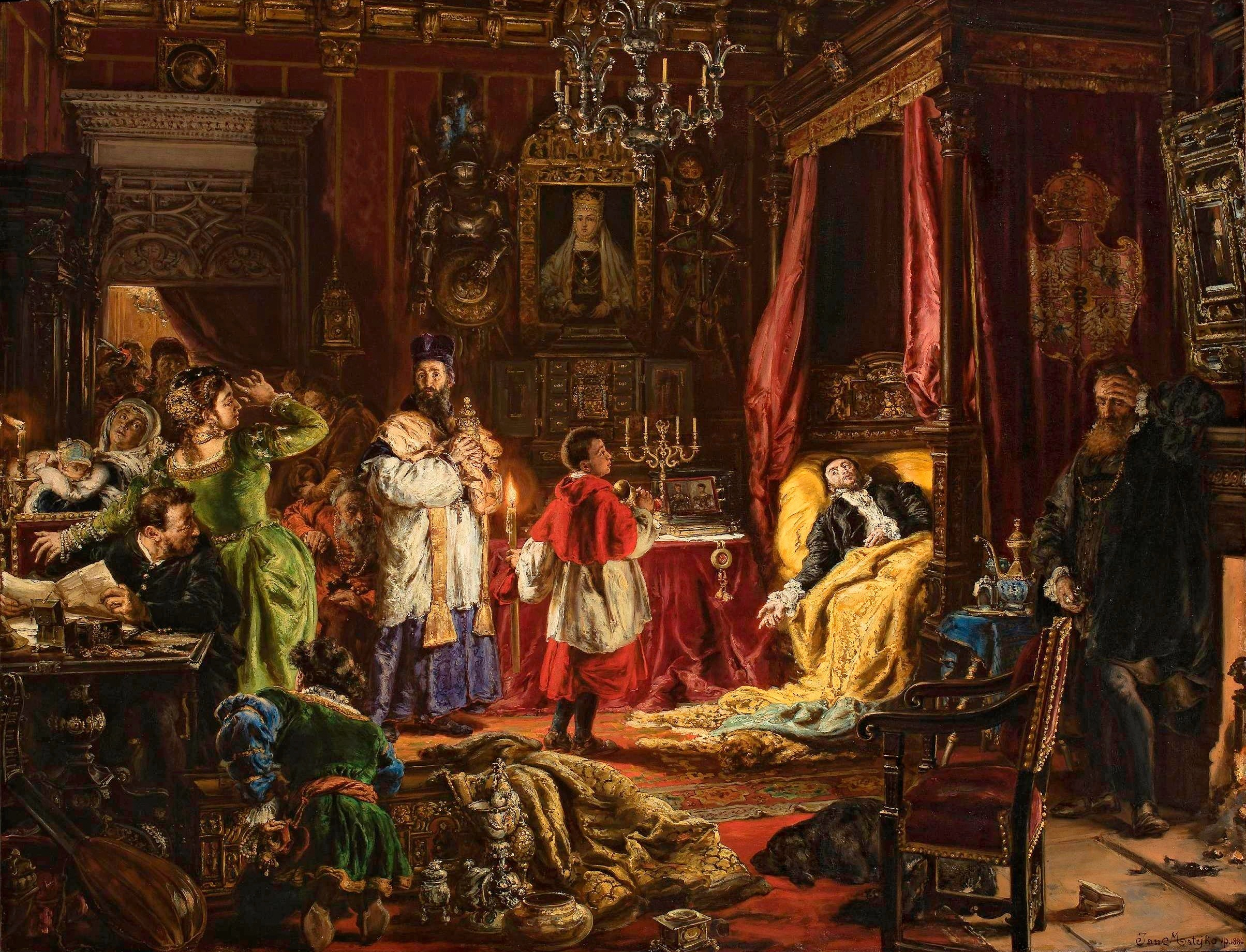
Obraz Jana Matejki "Śmierć Zygmunta Augusta w Knyszynie" (olej na płótnie, 1886) w Muzeum Narodowym w Warszawie

Dwór królewski w Knyszynie – kompleks budynków o charakterze rezydencjonalno-obronnym, który znajdował się w Knyszynie w województwie podlaskim. Zniszczony przez pożar około 1764, odbudowany po 1862, zniszczony podczas II wojny światowej.

## Historia
Dwór w Knyszynie wszedł we władanie króla Zygmunta Starego w 1530 roku na skutek odebrania tych włości przez królową Bonę spadkobiercom Mikołaja Radziwiłła Amora. Na cele królewskie „Dworzec Knyszyński” powstawał dla króla Zygmunta Augusta w latach 1553-1572 i składał się z zespołu drewnianych budynków na kamiennych podpiwniczeniach, połączonych ponad przyziemiem gankami. Brak było w sąsiedztwie tego kompleksu budynków folwarcznych takich jak stodoły i obory, a jedynie kuchnie, młyn i stajnia na 50 koni. Niedaleko dworu urządzono w Popielewie około 200 hektarowy zwierzyniec służący polowaniom na zwierzęta, natomiast na groblach między 49 sadzawkami rybnymi urządzono mały, wygrodzony zwierzyniec „dla saren i zajęcy”, a przy zwierzyńcach ustawiono kompleksy budynków stajennych mieszczące 500 rasowych koni. Zwierzyńce, stadnina i sadzawki położone były nad wielkim, blisko stuhektarowym stawem, który był zasilany wodami rzeki Jaskry (dziś Jaskranka). Kompleks dworski umieszczono po przeciwnej stronie stawu niż obiekty hodowlano-myśliwskie. Obok zabudowań rezydencji mieścił się ogród ozdobny i sad.
Budową dworu kierował architekt królewski Hiob Bretfus, który w tym czasie prowadził również przebudowę pobliskiego zamku w Tykocinie (w 1571 roku Bretfus był także krótko starostą tykocińskim). Według innych ustaleń twórcą nowego założenia dworsko-ogrodowego i nadzorcą rozbudowy całego kompleksu dworskiego w Knyszynie był Piotr Chwalczewski. W literaturze naukowej podaje się, że dwór w Knyszynie był podporządkowany wymogom obronności, być może nawet otoczony wałami ziemnymi; z jednego z dokumentów źródłowych wynika, że w 1563 roku wysłano do Knyszyna „98 większych hakownic na miarę 6 dłoni Doppelhoken”. Zgodnie z innymi ustaleniami dwór jednak nie miał żadnych elementów obronnych.
Dwór knyszyński był jedną z ulubionych rezydencji Zygmunta Augusta; służył m.in. jako dwór myśliwski, skąd król wyprawiał się na łowy na żubry i inną grubszą zwierzynę. Król przebywał w Knyszynie łącznie około 2 lat. W czasie pobytów króla w Knyszynie dwór był ozdabiany arrasami, których król zgromadził ogółem około 350; gdy Zygmunt August opuszczał Knyszyn, arrasy przewożono do Tykocina. Źródła historyczne zanotowały 22 pobyty króla w Knyszynie obejmujące łącznie 495 dni. Król najchętniej przebywał w swej rezydencji przygotowując się do sejmów (np. 1554 r., 1565 r., 1564 r., 1567 r.) lub po ich zakończeniu (1563, 1564, 1565, 1569). Podpisał tu m.in. pierwszą w Polsce Ustawę Morską i Leśną. Po śmierci Zygmunta Augusta, który zmarł w dworze knyszyńskim 7 lipca 1572 roku, w 1580 roku zamieszkał we dworze kanclerz wielki koronny i starosta knyszyński Jan Zamoyski, a w 1630 roku królewicz Władysław, od 1632 roku król Władysław IV.
Folwark dworu mieścił się do 1553 roku w odległości ok. 400 m od rezydencji w górę rzeki Jaskranki, jednak zbyt bliskie sąsiedztwo zabudowań dworskich spowodowało, że folwark przeniesiono w rejon dzisiejszego miejsca określanego jako Knyszyn Zamek, które leżało w dolnej części rzeki.
Po śmierci Zygmunta Augusta nadszedł okres degradacji folwarku spowodowanej m.in. walkami między Janem Zamoyskim a starostą knyszyńskim Stefanem Bielawskim, który był prawnym posiadaczem folwarku. Ostatecznie w 1577 r. posesorem dóbr knyszyńskich został Jan Zamoyski, który podjął rozbudowę folwarku. Po 1601 r. Zamoyski zbudował nowy murowany dwór dla starosty, usytuowany w sąsiedztwie drewnianego dworu wzniesionego w 1554 r., przy północnym narożniku ogrodu. Po Janie Zamoyskim starostwo knyszyńskie dzierżyli kolejno: jego syn Tomasz Zamoyski (do 1638 r.), Paweł Niewiarowski (1638-1645), Stanisław Witowski (po 1645 r.) oraz Mikołaj i Katarzyna Ossolińscy (do 1663 r.).
Po 1676 r. w części folwarcznej nastąpiło przekształcenie kompozycji w stylu barokowym. Na nowo ukształtowanej osi usytuowano barokowy pałac i dziedziniec z dwiema oficynami po bokach, które dla Jana Gnińskiego zaprojektował architekt Tylman z Gameren. Około 1764 r. pożar zniszczył zabudowania pałacowe. Po 1862 r. wzniesiono neogotycki zwieńczony iglicami dwór z cylindryczną basteją i prostopadłościenną wieżą. Podczas II wojny światowej większość zabudowań zostało zniszczonych.
Po 1945 roku dawny teren rezydencji został przejęty przez PGR.

## Lokalizacja
Dwór, z którego zachowały się szczątki murów i pozostałości założenia ogrodowego, znajdował się przy obecnej ulicy Białostockiej w Knyszynie, po lewej stronie). Prof. Józef Maroszek i Halina Karwowska w 1984 roku podjęli próbę zweryfikowania lokalizacji dworu metodami wykopaliskowymi. Prace przeprowadzono na kilku posesjach przy ulicy Białostockiej (nr 43, 47, 53, 57, 59). Wynikiem badań było ustalenie, że kompleks rezydencjonalny zlokalizowany był przy dzisiejszej ul. Białostockiej, po obu stronach tej ulicy od nr 43 po stronie nieparzystej i nr 36 po stronie parzystej i ciągnął się aż do rzeki Jaskranki. Ustalenia te potwierdza dawna nazwa ulicy Białostoskiej – ul. Dworska.

## Odniesienia w sztuce
W Albumie Widoków Historycznych Polski Napoleona Ordy (1875) znajduje się rysunek przedstawiający ruiny domniemanej tzw. Studni Giżanki w Knyszynie (Giżanka była jedną z metres Zygmunta Augusta); jest bardzo prawdopodobne, że ilustracja ta przedstawia ruiny pałacu Gnińskich w Knyszynie, zbudowanego według projektu Tylmana z Gameren.